# Peter Schulz (Politiker)

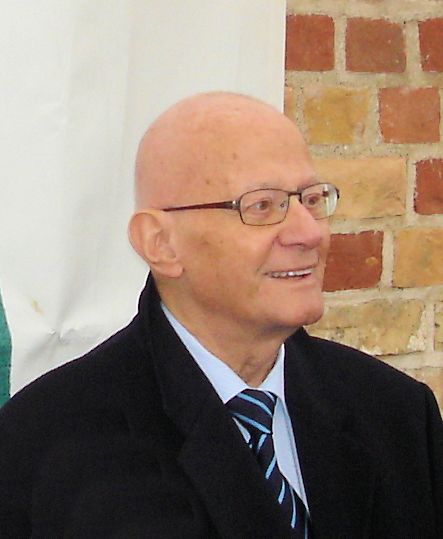
Peter Schulz (2010)

Peter Schulz (* 25. April 1930 in Rostock; † 17. Mai 2013 in Hamburg) war ein deutscher Jurist und Politiker (SPD). Er war von 1971 bis 1974 Erster Bürgermeister der Freien und Hansestadt Hamburg.

## Leben
Sein Vater Albert Schulz war von 1945 bis zu seiner Absetzung 1949 Oberbürgermeister von Rostock. Peter Schulz machte 1949 Abitur in Rostock. Nach der Flucht der Familie aus der DDR studierte er Rechtswissenschaften an der Universität Hamburg. 1954 legte er die erste und 1958 die Große Juristische Staatsprüfung ab. Die Zulassung als Rechtsanwalt erfolgte 1959. Ein Jahr später gründete er mit Alfred Phillipp die heute als Schulz Noack Bärwinkel firmierende Anwaltssozietät mit Niederlassungen in Hamburg, Rostock und Shanghai. 
Schulz war mit der Ärztin Sonja Schulz (geb. Planeth) verheiratet, mit der er Vater von zwei Kindern wurde. Er starb am 17. Mai 2013 83-jährig in einem Hamburger Krankenhaus an den Folgen einer Herzerkrankung und wurde auf dem Friedhof Ohlsdorf in Hamburg beigesetzt.

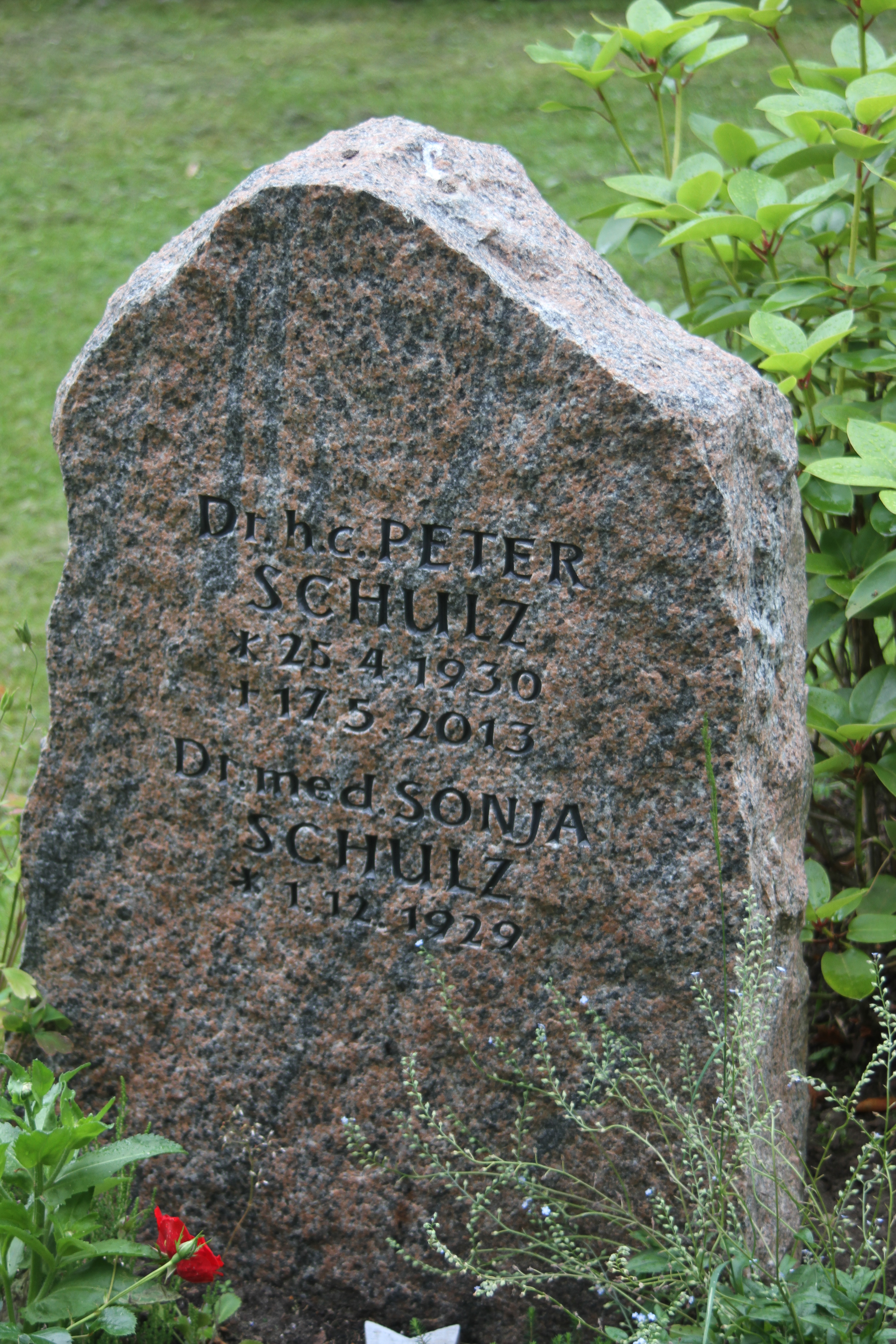
Grabstein von Peter Schulz auf dem Friedhof Ohlsdorf

## Politik
Bereits während des Studiums war Schulz Landesvorsitzender der Jungsozialisten und Bundesgeschäftsführer des Sozialistischen Deutschen Studentenbunds. 1961 wurde er Abgeordneter der Hamburgischen Bürgerschaft. 1966 leitete er den Parlamentarischen Untersuchungsausschuss, der den Tod eines Häftlings in einer Beruhigungszelle des Hamburger Untersuchungsgefängnisses untersuchte. Dabei wurden erhebliche Versäumnisse und Vertuschungen durch die Gefängnisbehörde und die Staatsanwaltschaft aufgedeckt. 1966 wurde er in den Hamburger Senat gewählt und übernahm die Leitung der neu strukturierten Justizbehörde. 1970 übernahm er das Amt des Zweiten Bürgermeisters und wechselte in die Behörde für Schule, Jugend und Berufsbildung. Am 9. Juni 1971 wurde Schulz als Nachfolger von Herbert Weichmann zum Ersten Bürgermeister gewählt. Zu diesem Zeitpunkt war er der jüngste Erste Bürgermeister seit 1678.

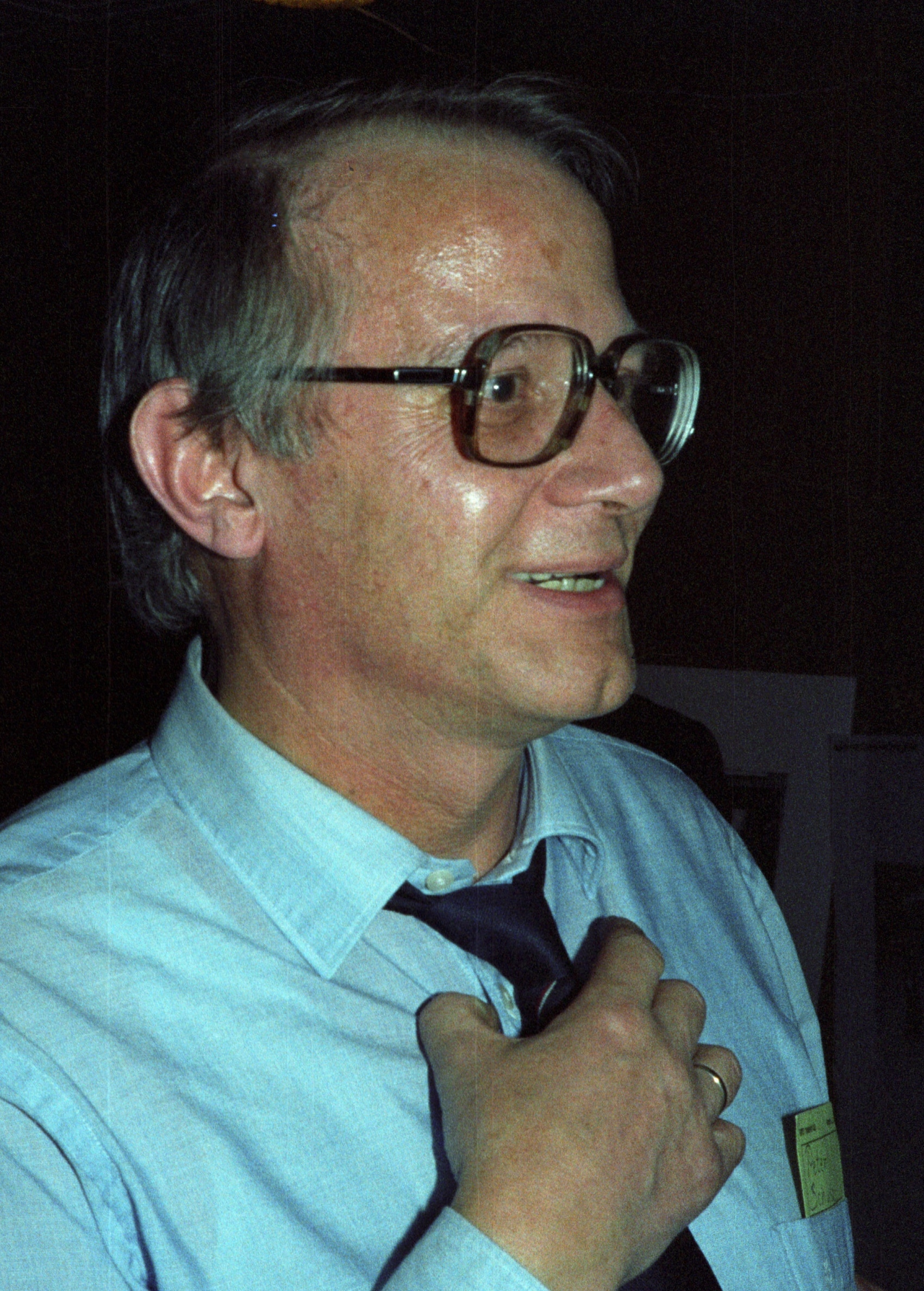
Peter Schulz in seiner Zeit als Erster Bürgermeister (1972)

Mit der Aktion Grüne Stadt setzte er erste Akzente in der staatlichen Umweltpolitik. In seine Amtszeit fiel auch der Radikalenerlass des Hamburger Senats, mit dem die Ablehnung von Bewerbern für den Öffentlichen Dienst ermöglicht wurde, wenn Zweifel an deren Verfassungstreue bestanden. Sein Plan, im Gebiet Billwerder/Allermöhe ein Neubaugebiet für 60.000 Menschen zu bauen, scheiterte am Widerstand des linken Parteiflügels und des Koalitionspartners FDP. Später wurde dann an gleicher Stelle ein deutlich kleineres Wohngebiet realisiert. Nach schweren Verlusten bei der Bürgerschaftswahl 1974 trat Schulz am 31. Oktober 1974 zurück. Sein Nachfolger wurde am 12. November 1974 Hans-Ulrich Klose. Schulz arbeitete seitdem wieder als Anwalt in seiner Sozietät.
1978 wurde Schulz einstimmig zum Präsidenten der Bürgerschaft gewählt. Er übte dieses Amt mit einer kurzen Unterbrechung im Jahre 1982 bis 1986 aus. 1989/1990 war Schulz in seiner Heimatstadt Rostock juristischer Berater der Stadtregierung und half beim Wiederaufbau der dortigen SPD. Später wurde er dort Honorarkonsul von Norwegen und Präsident des Anwaltsgerichtshofs für Mecklenburg-Vorpommern. Er gehörte der Freitagsgesellschaft Helmut Schmidts an.

## Ehrungen
- 1990: Bürgermeister-Stolten-Medaille des Hamburger Senats
- 2006: Ehrendoktorwürde der philosophischen Fakultät der Universität Rostock
- 2023: Benennung des Peter-Schulz-Platzes im Stadtteil Hamburg-Altstadt[5]

## Veröffentlichungen
- Ursprünge unserer Freiheit. Von der amerikanischen Revolution zum Bonner Grundgesetz. Hoffmann und Campe, Hamburg 1989, ISBN 3-455-08330-7.
- Ein chancenloser Vorschlag für eine Justizreform. In: Helmut Schmidt (Hrsg.): Erkundungen. Beiträge zum Verständnis unserer Welt. Protokolle der Freitagsgesellschaft (= Ullstein 36268). Ullstein, München 2001, ISBN 3-548-36268-0.
- Rostock, Hamburg und Shanghai. Erinnerungen eines Hamburger Bürgermeisters. edition Temmen, Bremen 2009, ISBN 978-3-8378-2001-0.
- Rechtsentwicklung in China. In: Helmut Schmidt (Hrsg.): Vertiefungen. Neue Beiträge zum Verständnis unserer Welt. Protokolle der Freitagsgesellschaft. Siedler, München 2010, ISBN 978-3-88680-967-7, S. 53–66.

## Senate
- Senat Schulz I (1971–1974)
- Senat Schulz II (1974)